# Круш (Башкортостан)
Круш (рос. Круш, башк. Ҡорош) — село у складі Караідельського району Башкортостану, Росія. Входить до складу Озеркинської сільської ради.
Населення — 175 осіб (2010; 205 у 2002).
Національний склад:
- росіяни — 75 %